# Titus Flaminius
Titus Flaminus est une suite romanesque historique, pour la jeunesse, de Jean-François Nahmias.

## Tome 1:La Fontaine aux vestales
Le roman est paru le 17 septembre 2003 aux éditions Albin Michel dans la collection Wiz.
Rome, 59 av. J.-C. Flaminia, la mère de Titus Flaminius, vient d’être assassinée. Le jeune homme jure de retrouver le coupable. Accompagné par un jeune acteur qui lui a sauvé la vie, Flaminius enquête en premier lieu sur l’étrange vol de la perle offerte par Jules César à Servilia, sa maîtresse, et par ailleurs la meilleure amie de Flaminia. Celle-ci avait semble-t-il découvert l’identité du voleur... De découverte en découverte, son chemin croise celui des Vestales, en particulier celui de la belle Licinia, et le conduit sur les traces d’un passé loin d’être enterré...
Ce dernier sent une attirance envers la vestale, mais qu'il s'efforce d'étouffer, tant l'enjeu est grand; en effet, celle-ci a déjà été accusée d'une des plus graves entraves au règlement.

## Tome 2:La Gladiatrice
Le roman est paru le 2 juin 2004 aux éditions Albin Michel dans la collection Wiz.
Rome, 58 av. J.-C. Une femme rousse habillée en Mirmillon sème la terreur par des séries de meurtre dans la ville. Titus Flaminius décide de se mêler à une enquête sur la jeune femme en faisant une promesse au mari d'une des victimes. Pour en apprendre plus sur cette gladiatrice, il se fait lui-même gladiateur.
Elle est très belle mais sème la terreur.

## Tome 3:Le Mystère d'Éleusis
Le roman est paru le 1er avril 2005.
Titus Flaminius, jeune patricien romain, part en Grèce suivre les cours de l'Académie, la prestigieuse école fondée par Platon. Il aimerait aussi être initié aux mystères d'Éleusis, cérémonies secrètes liées au mythe de Déméter. Mais le meurtre d'une jeune fille, au cours d'une célébration religieuse, l'entraîne dans une aventure étrange et inquiétante.

## Tome 4:La Piste gauloise
Le roman est paru le 26 janvier 2006 aux éditions Albin Michel dans la collection Wiz.
Titus est cette fois-ci entraîné en Gaule, dans la tribu des Eduens, pour enquêter sur le meurtre d'un riche gaulois nommé Viridomar...

## Tome 5:La Route de la soie
Le roman est paru le 5 novembre 2009 aux éditions Nouveau monde jeunesse dans la collection Toute une histoire.
54 av. J.-C, Titus Flaminius est l'homme le plus riche de Rome. Il s'est lancé en politique sur les instances de Jules César, qui compte en faire son gendre. Celui-ci veut adopter Simplicia, la fille d'un officier décédé ; et l'offrir en mariage à Titus...